# Billy Idol (album)
Billy Idol – pierwszy album brytyjskiego rockowego artysty Billy’ego Idola. Poprzedził go wydany w czerwcu 1982 roku singel „Hot in The City”. Następny singel – „White Wedding” cieszył się dużą popularnością. Album został rok później wydany ponownie ze zmienioną ostatnią piosenką.
Album dostał się na 101. miejsce listy Billboard Hot 100, a sam Billy Idol otrzymał za niego złotą płytę.

## Lista utworów
1. „Come On, Come On” – 4:00
2. „White Wedding Pt 1” – 4:12
3. „Hot in the City” – 3:38
4. „Dead on Arrival” – 3:55
5. „Nobody's Business” – 4:06
6. „Love Calling” – 4:56
7. „Hole in the Wall” – 4:11
8. „Shooting Stars” – 4:34
9. „It's So Cruel” – 5:11
10. „Dancing With Myself” – 3:20

W pierwszym wydaniu ostatnim utworem był „Congo Man” zamiast „Dancing With Myself”.

## Twórcy
- Billy Idol – wokal, gitara
- Steve Stevens – gitara, gitara basowa, instrumenty klawiszowe
- Phil Feit – gitara basowa
- Steve Missal – perkusja
- Keith Forsey – produkcja